# البحث عن سالي (فلم)
البحث عن سالي (بالإنجليزية: Finding Sally)، هُو فيلم وثائقي كندي إثيوبي صدر سنة 2020، وقد أخرج الفيلم المُخرج الإثيوبي الكندي تامارا مريم داويت وأنتجته إيزابيل كوتير.

## وصلات خارجية
- البحث عن سالي  في قاعدة بيانات الأفلام على الإنترنت (بالإنجليزية)